# Frederic Cristià I de Saxònia

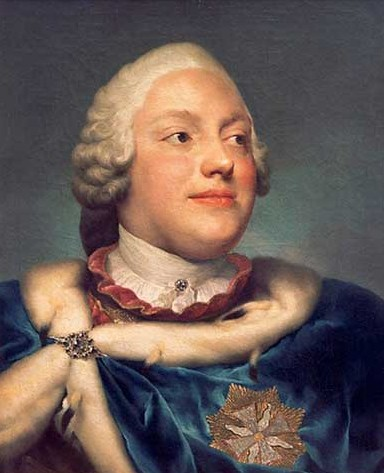
L'elector Frederic Cristià I de Saxònia

Frederic Cristià I de Saxònia (Dresden 1722 - 1763) va ser elector de Saxònia des del 5 d'octubre de 1763 fins a la seva mort, dos mesos després.
Nascut a la ciutat de Dresden, capital del regne de Saxònia, el dia 5 de setembre de 1722, essent fill de l'elector Frederic August II de Saxònia i de l'arxiduquessa Maria Josepa d'Àustria. Frederic Cristià era net per via paterna de l'elector Frederic August I de Saxònia i de la marcgravina Cristiana de Brandenburg-Bayreuth; mentre que per via materna ho era de l'emperador Josep I, emperador romanogermànic i de la princesa Amàlia Guillema de Brunsvic-Lüneburg.
El dia 13 de juny de 1747 es casà per poder a Múnic amb la princesa Maria Antònia de Baviera. Les noces foren ratificades en una cerimònia religiosa a Dresden el dia 20 de juny de 1747. Maria Antònia era filla de l'emperador Carles VII, emperador romanogermànic i de l'arxiduquessa Maria Amàlia d'Àustria. La parella tingué set fills:
- SM el rei Frederic August III de Saxònia, nat a Dresden el 1750 i mort a Dresden el 1827. Es casà a Manheim el 1769 amb la princesa Amàlia de Zweibrücken-Birkenfeld.

- SAR el príncep Carles Maximilià de Saxònia, nat a Dresden el 1752 i mort a Dresden el 1781.

- SAR el príncep Josep Maria de Saxònia, nat a Dresden el 1754 i mort a Dresden el 1763.

- SM el rei Antoni I de Saxònia, nat a Dresden el 1755 i mort al Castell de Pillnitz el 1836. Es casà en primeres núpcies amb la princesa Carlota de Savoia a Torí el 1781; i en segones núpcies amb l'arxiduquessa Maria Teresa d'Àustria.

- SAR la princesa Maria Amàlia de Saxònia, nada a Dresden el 1757 i morta a Neuburg el 1831. Es casà a Dresden el 1774 amb el duc Carles III de Zweibrücken.

- SAR el príncep Maximilià de Saxònia, nat a Dresden el 1759 i mort a Dresden el 1838. Es casà en primeres núpcies amb la princesa Carolina de Borbó-Parma a Parma el 1792; i en segones núpcies amb la princesa Maria Lluïsa de Borbó-Parma a Lucca el 1825.

- SAR la princesa Maria de Saxònia, nada a Múnic el 1761 i morta a Dresden el 1820.

Frederic Cristià accedí al tron saxó el dia 5 d'octubre de 1763 arran de la mort del seu pare. Dos mesos després, Frederic Cristià moria a Dresden a l'edat de 41 anys i després d'escassos dos mesos de govern.